# Харківський Кобзарський Цех

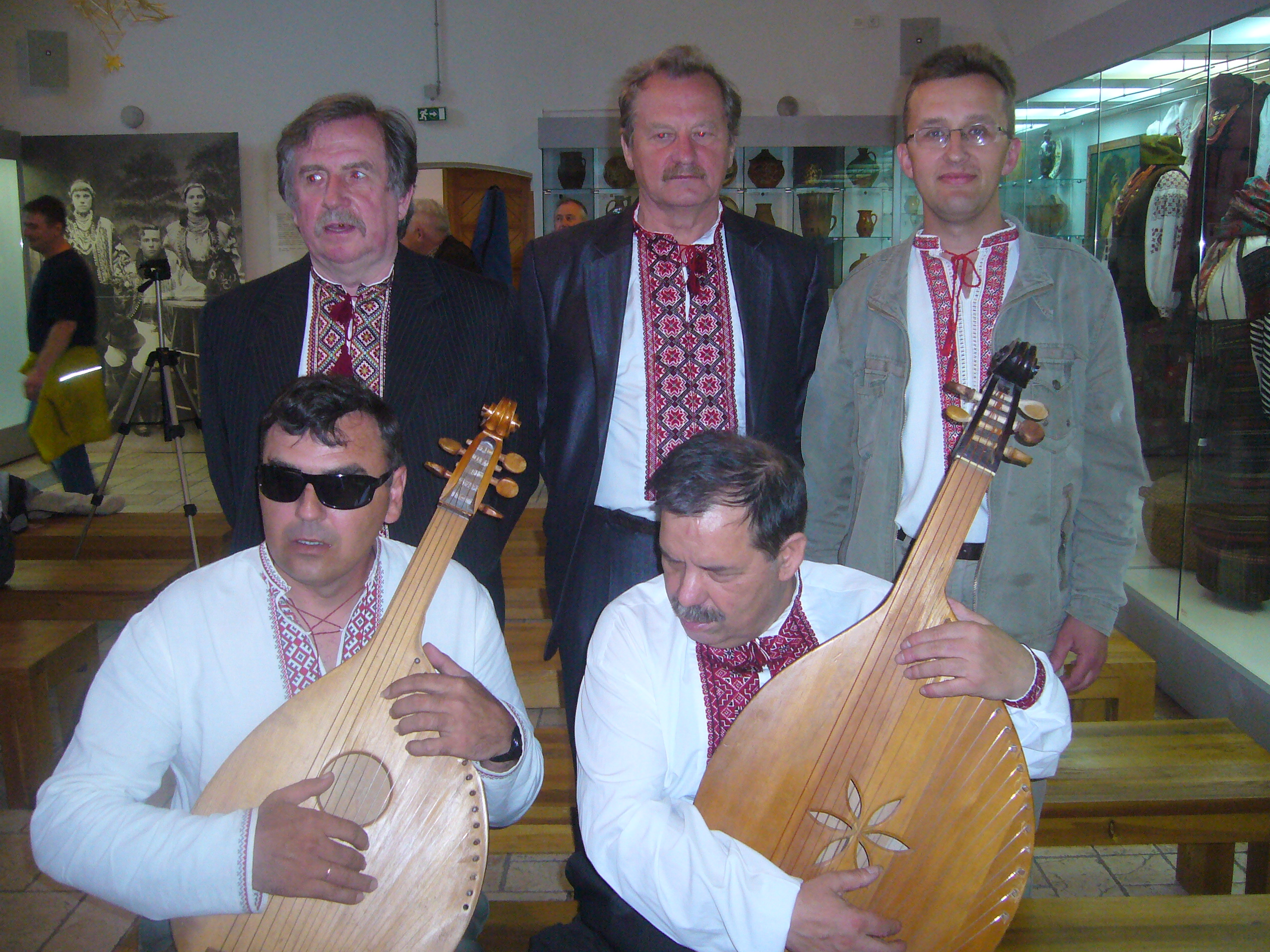
Панмайстри кобзарських цехів з незрячими виконавцями: Михайло Хай (Львівський цех), Микола Товкайло (київський цех), Костянтин Черемський (Харківський цех)(вгорі); Лайош Молнар та Олександр Тріус (нижній ряд).

Харківський кобзарський цех створив учень та послідовник бандуристів Георгія Ткаченка та Миколи Будника — Кость Черемський разом з аматорами кобзарства.
За цехмайстра Цеху — Кость Черемський.
Харківський цех дотримується засад діяльності кобзарських цехів, що сформулював Ф.Колесса на підставі матеріалів, що він вивчив:
- У давнину професійні співаки гуртувалися за взірцями ремісничих цехів під патронатом церкви, на засадах виборності та остаточної інстанції — у справах суду, господарчих питань, приймання нових членів загальними зборами.
- Цех мав постійне місце свого перебування — зазвичай місто чи містечко — і свій район діяльності, оберігав свої, закріплені традиціями, права від експлуатації чужих осіб і товариств.

До Харківського кобзарського цеху належать: Кость Черемський, Олександр Савчук, Сергій Чурай, Андрій Барсук, Назар Божинський, Олексій Губський, стихівничий Іван та інші.

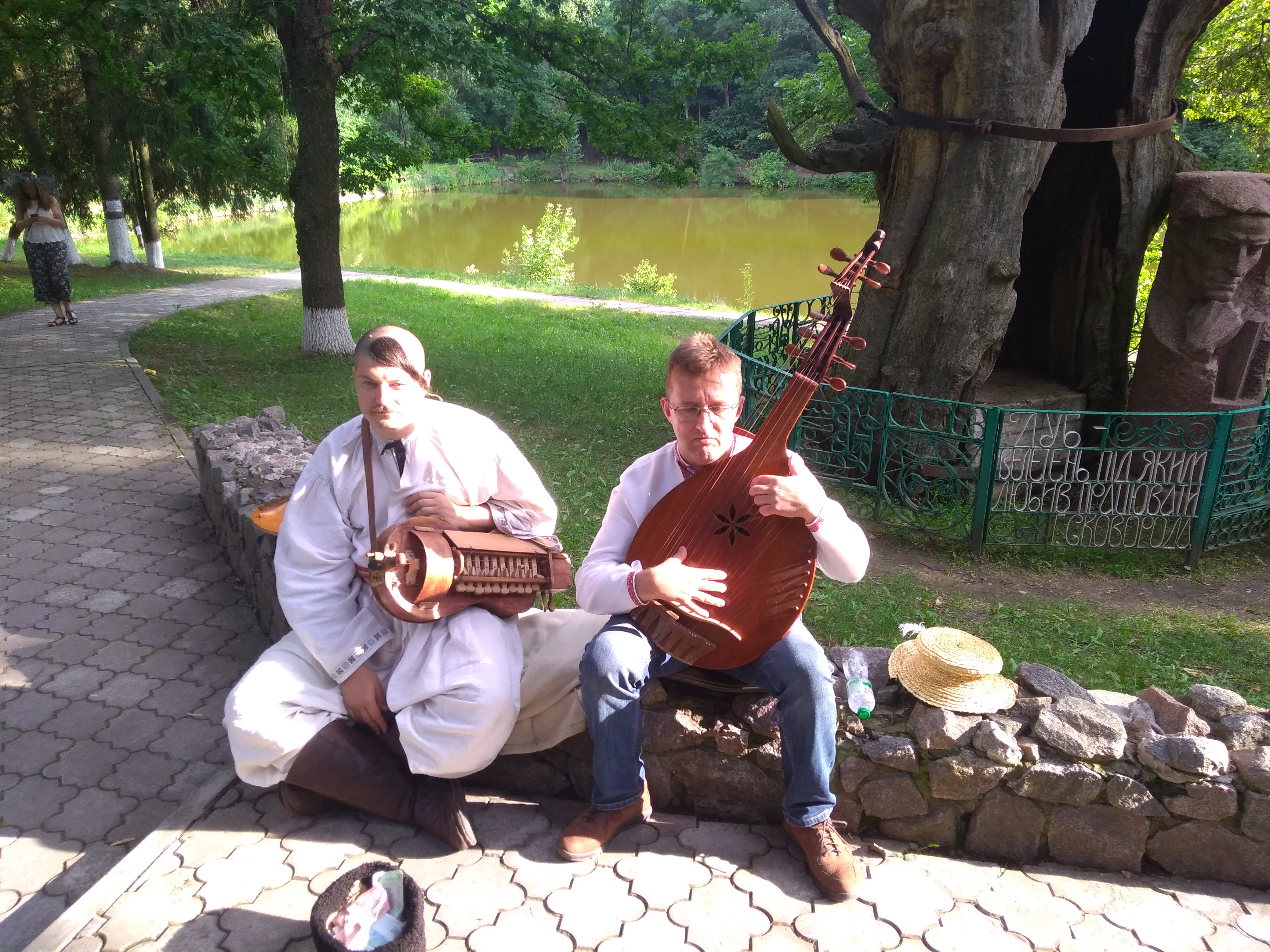
Кобзарі Кость Черемський та Назар Божинський на культурно-мистецькому святі "Містерії Купала з Григорієм Сковородою"